# Balsa (Maďarsko)
Balsa (vyslovováno [balša]) je vesnice v Maďarsku v župě Szabolcs-Szatmár-Bereg, spadající pod okres Ibrány. Nachází se asi 6 km severovýchodně od Rakamazu a asi 14 km severozápadně od Ibrány. Žije zde 646 obyvatel. Dle údajů z roku 2001 tvoří 98 % obyvatelstva Maďaři a 2 % Romové.
V blízkosti Balsy prochází řeka Tisa, přes kterou zde ale chybí most, což značně komplikuje komunikaci Balsy s vesnicí na protějším břehu, Kenézlő, a k nejrychlejší dopravě je nutné použít trajekt. Sousedními vesnicemi jsou Gávavencselő a Szabolcs, sousedním městem Rakamaz.